# Антифіївка
Антифіївка — історична місцевість Києва, пролягає вздовж вулиці Стара Поляна. Становить частину Татарки та Юрковиці. Межує з Вовчим та Чмелевим ярами. Одна з перших згадок — 1893 рік. Назва походить від прізвища околоткового наглядача Антифеєва, який свого часу дозволив міській бідноті забудову цієї території, хоча це і не входило до його повноважень.
Паралельні назви — Юрківка (поселення виникло на г. Юрковиця) і Стара поляна, чия назва походить від рельєфу місцевості (на противагу Новій поляні, розташованій з протилежного боку Вовчого яру), а вулиця Стара Поляна на початку XX століття фіксувалася під паралельною назвою вулиця Антифєєвка. Більша частина історичної (одноповерхової) садибної забудови ліквідована у 1980—90-ті роки.